# 徐若庭
徐若庭（Hsu Jo-Ting，1990年3月18日—），為臺灣女子擊劍運動員，曾代表台灣參加2010年亞洲運動會和2012年夏季奧林匹克運動會個人銳劍項目。她是第一位代表參加奧運擊劍賽事的台灣女運動員。